# 胡蒂謝 (利維夫州)
49°55′15″N 24°57′10″E / 49.92083°N 24.95278°E
胡蒂謝（羅馬化：Hutyshche）是烏克蘭西部利維夫州佐洛奇夫區佐洛奇夫市鎮的村莊。該村面積1.89平方公里，海拔高度367米，2001年人口114，人口密度每平方公里60.45人。